# Азимов, Джанет
Джанет Опал Азимов (урождённая Джеппсон; англ. Janet Asimov; 6 августа 1926[…], Ashland, Пенсильвания[…] — 25 февраля 2019, Нью-Йорк, Нью-Йорк), обычно писала как J. O. Jepson, американский писатель-фантаст, психиатр и психоаналитик.
Начала писать детскую научную фантастику в 1970-х годах. Она была замужем за Айзеком Азимовым с 1973 года до его смерти в 1992 году, они вместе написали несколько научно-фантастических произведений для юных читателей, включая серию о роботе Норби. Джанет Азимов умерла в феврале 2019 года в возрасте 92 лет.

## Образование и карьера
Джеппсон родилась в семье врача и тоже решила стать врачом: получила степень бакалавра в Стэнфордском университете, степень доктора медицины в Медицинской школе Нью-Йоркского университета, закончив резидентуру по психиатрии в больнице Белвью. В 1960 году она окончила Институт психоанализа Уильяма Алансона Уайта, где работала до 1986 года. Выйдя замуж за Айзека Азимова, она продолжала заниматься психиатрией и психоанализом под именем Джанет О. Джеппсон и публиковала медицинские исследования под этим именем.

## Творчество
Первое опубликованное сочинение Джанет Азимов было детективным рассказом, который вышел в майском номере журнала «The Mystery Magazine» (1966). Ее первый роман назывался «Второй эксперимент» (1974). На протяжении всей своей карьеры писала в основном научно-фантастические романы для детей. Будучи психиатром, в свои произведения она включала аспекты психоанализа, человеческой идентичности и другие связанные с психиатрией идеи. По словам Айзека Азимова, книги, которые Джанет Азимов написала вместе с ним, были на 90 % книгами Джанет, и его имя было нужно издателям «для роста продаж». После смерти мужа Джанет унаследовала его колонку в Los Angeles Times.
В 2002 году под редакцией Джанет вышли письма А. Азимова «It’s Been a Good Life: Isaac Asimov», а позже — книга об Азимове как писателе и просветителе «Notes for a Memoir: On Isaac Asimov, Life, and Writing» (2006).

## Личная жизнь
Джанет Джеппсон начала встречаться с Айзеком Азимовым в 1970 году сразу после его расставания с Гертрудой Блугерман. Они поженились 30 ноября 1973 года, через две недели после развода Азимова с Гертрудой. Несмотря на воспитание Джепсон в Церкви Иисуса Христа Святых последних дней, бракосочетание прошло по обряду Движения этичной культуры (этой религии Джанет станет придерживаться позже). Их брак продержался до самой смерти Айзека в 1992 году от осложнений, связанных с ВИЧ, — писатель заразился вирусом от переливания крови в 1983 году во время операции шунтирования.
Джанет настаивала на проведении теста на ВИЧ, когда у Айзека начали проявляться характерные симптомы, но его врачи настаивали, что в этом нет необходимости, и протестировали Азимова на инфекцию только после того, как он серьёзно заболел. Джанет хотела обнародовать эту информацию, но врачи просили не разглашать её даже после смерти Айзека. Когда все доктора, требующие замалчивания этой истории, умерли, Джанет Азимов рассказала эту историю общественности в биографической книге о жизни мужа и позже отдельно в письме в журнал Locus.

### Романы
- The Second Experiment (1974) (as J.O. Jeppson)
- The Last Immortal (1980) (a sequel to The Second Experiment) (as J.O. Jeppson)
- Mind Transfer (1988)
- The Package in Hyperspace (1988)[23]
- Murder at the Galactic Writers' Society (1994)
- The House Where Isadora Danced (2009) (as J.O. Jeppson)

### «Хроники Норби» (с Айзеком Азимовым)
- Norby, the Mixed-Up Robot (1983)
- Norby’s Other Secret (1984)
- Norby and the Lost Princess (1985)
- Norby and the Invaders (1985)
- Norby and the Queen’s Necklace (1986)
- Norby Finds a Villain (1987)
- Norby Down to Earth (1988)
- Norby and Yobo’s Great Adventure (1989)
- Norby and the Oldest Dragon (1990)
- Norby and the Court Jester (1991)
- Norby and the Terrified Taxi (1997, уже после смерти мужа, без его соавторства).

На русском языке книги серии вышли в издательстве «Армада» в 1996—1999 годах в переводе Кирилла Савельева.

### Антологии
- Laughing Space: Funny Science Fiction Chuckled Over (1982) with Isaac Asimov

### Документальная литература
- How to Enjoy Writing: A Book of Aid and Comfort (1987) with Isaac Asimov
- Frontiers II (1993) with Isaac Asimov
- It’s Been a Good Life (2002) edited, with Isaac Asimov
- Notes for a Memoir: On Isaac Asimov, Life, and Writing (as Janet Jeppson Asimov) (New York: Prometheus Books, 2006); ISBN 1-59102-405-6[25]